# غريغ مارك
غريغ مارك (بالإنجليزية: Greg Mark)‏ هو لاعب كرة قدم أمريكية أمريكي، ولد في 7 يوليو 1967 في تل الكرز في الولايات المتحدة.

## وصلات خارجية
- غريغ مارك على موقع مرجع كرة القدم المحترفة.كوم (الإنجليزية)